# Vincentas Borisevičius
Vincentas Borisevičius (Bebrininkai, 23. studenoga 1887. – Vilnius, 18. studenoga 1946.) bio je litavski katolički biskup Telšiaija. Postupak za njegovu beatifikaciju pokrenut je 1990. godine.

## Životopis
Diplomirao je na Sveučilištu u Fribourgu. Službovao je kao vojni kapelan, a zatim je predavao u sjemeništu u Sejnyju u Poljskoj. Poslije je djelovao kao rektor sjemeništa u Telšiaiju. Za biskupa je posvećen 1940. godine. Uhitile su ga sovjetske vlasti unatoč obrani skupine Židova koje je spasio od smrti. Osuđen je na smrt i strijeljan u Vilniusu, 1946. godine.

### Članci
- Dulskis, Romualdas. 2004. Sadašnje stanje Crkve u Litvi. Crkva u svijetu. Sveučilište u Splitu - Katolički bogoslovni fakultet. Split. 39 (3): 411–423